# Ranveer Singh
Ranveer Singh Bhavnani (Bombaim, 6 de julho de 1985) é um ator indiano. Trabalha na indústria cinematográfica indiana. Ganhador de vários prêmios, incluindo quatro Filmfare Awards, ele está entre os atores mais bem pagos em seu país e tem destaque na lista da Forbes India das 100 celebridades mais bem pagas desde 2012.

## Biografia
Ranveer Singh nasceu em 6 de julho de 1985 em uma família Sindhi em Bombaim (agora conhecida por Mumbai), filho de Anju e Jagjit Singh Bhavnani. Seus avós se mudaram de Carachi, Sinde, no atual Paquistão, para Mumbai durante a partição da Índia.  Ele tem uma irmã mais velha chamada Ritika Bhavnani. Ranveer é neto paterno da atriz Chand Burke e primo de segundo grau materno de Sonam Kapoor, filha do ator Anil Kapoor e sua esposa Sunita Kapoor (nascida Bhavnani). Ranveer explica que abandonou seu sobrenome Bhavnani, pois sentiu que o nome seria "muito longo", minimizando assim sua marca como uma "mercadoria vendível".
Ranveer sempre aspirou ser ator, participando de várias peças e debates na escola. Uma vez, quando ele foi para uma festa de aniversário, sua avó o convidou para dançar e entretê-la. Ranveer lembra que de repente ele pulou no gramado e começou a dançar a música "Chumma Chumma" do filme indiano de ação de 1991, Hum.  Ele sentiu a emoção de se apresentar e estava interessado em atuar e dançar.  No entanto, depois de ingressar na H.R. College of Commerce and Economics em Mumbai, Ranveer percebeu que conseguir uma chance na indústria cinematográfica não era nada fácil, pois eram principalmente as pessoas com experiência em cinema que tinham essas oportunidades. Sentindo que a ideia de atuar era "rebuscada demais", ele se concentrou na escrita criativa. Ele foi para os Estados Unidos, onde recebeu seu diploma de Bacharel em Artes pela Universidade de Indiana.
Na universidade, ele decidiu fazer aulas de teatro e começou a estudar teatro como uma disciplina secundária. Depois de terminar seus estudos e retornar a Mumbai em 2007, Ranveer trabalhou por alguns anos em publicidade como redator, com agências como O&M e J. Walter Thompson, ambas da área de publicidade e marketing. Ele então trabalhou como assistente de direção, mas abandonou para seguir seu sonho de ser ator. Ranveer então decidiu enviar seu portfólio aos diretores. Ele foi em todos os tipos de audições possíveis, mas não teve nenhuma boa oportunidade, embora recebesse convites para papéis menores: "Tudo era tão sombrio. Foi muito frustrante. Às vezes eu pensava se estava fazendo o coisa certa ou não."
Ranveer começou a namorar Deepika Padukone, sua co-estrela no filme Goliyon Ki Raasleela Ram-Leela, em agosto de 2012. Em outubro de 2018, o casal anunciou seu casamento. No mês seguinte, eles se casaram em cerimônias tradicionais Konkani e Hindu no Lago Como, Itália.
Ranveer tem aparecido na lista da Forbes India das 100 celebridades mais bem pagas desde 2012, alcançando a sétima posição em 2019. Naquele ano, a revista estimou seus ganhos anuais em US$ 17 milhões e o classificou como o quinto ator mais bem pago do país. Ele também foi apresentado pela GQ Indiana em sua lista dos 50 jovens indianos mais influentes de 2017 e 2019. Em 2019, o India Today o destacou entre as 50 pessoas mais poderosas do país.
Com uma elegância única e inovadora, Ranveer ganhou por dois anos seguidos, 2019 e 2020, o título de "Homem Mais Estiloso" pela revista GQ Indiana.
Além de sua carreira de ator, Ranveer Singh é embaixador de várias marcas, incluindo Adidas, Head & Shoulders, Ching's, Jack & Jones, Thums Up  e MakeMyTrip. A Duff & Phelps, empresa de consultoria financeira, estimou o valor de sua marca em US$ 63 milhões, em 2018, o quarto maior valor entre as celebridades indianas. Em 2019, Ranveer lançou sua própria gravadora chamada IncInk para promover os músicos locais.

## Carreira
Em janeiro de 2010, Ranveer foi chamado para uma audição por Shanoo Sharma, chefe da divisão de elenco da Yash Raj Films. Eles o informaram que era para o protagonista do filme intitulado Band Baaja Baaraat, uma comédia romântica. Aditya Chopra, o vice-presidente da empresa, posteriormente viu as fitas do teste em vídeo e ficou impressionado com o desempenho de Ranveer em frente as camêras e decidiu que ele se encaixava no papel do herói do filme. No entanto, o diretor-escritor Maneesh Sharma precisava ser mais convincente e então Ranveer foi chamado para mais alguns testes nas duas semanas seguintes até que todos estivessem completamente convencidos do seu potencial. Depois de duas semanas de teste, Ranveer foi confirmado para integrar o elenco junto com Anushka Sharma que deu vida a seu par romântico no longa.

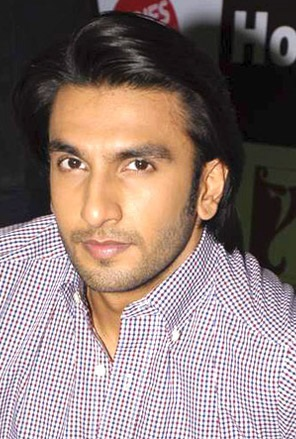
Ranveer em 2011

Para se preparar para o papel, Ranveer passou um tempo com alunos no campus da Universidade de Deli.  Antes do lançamento do filme, analistas comerciais eram céticos quanto ao potencial comercial do filme, citando como justificativa às últimas produções medianas da Yash Raj Films, tudo isso devido ao fato de Ranveer ser um estreante e também pela Anushka Sharma, que na época era então uma atriz "quase esquecida". No entanto, o longa Band Baaja Baaraat tornou-se um grande sucesso. A interpretação de Ranveer foi elogiada. O filme arrecadou aproximadamente US$ 3 milhões nas bilheterias nacionais. No 56º Filmfare Awards, Ranveer ganhou o prêmio de Melhor Estreia Masculina.
Após Band Baaja Baarat , Ranveer assinou contrato para o filme Ladies vs Ricky Bahl, uma comédia romântica produzida por Chopra e dirigida por Maneesh Sharma. O filme foi co-estrelado por Anushka Sharma, Parineeti Chopra, Dipannita Sharma e Aditi Sharma. De acordo com Ranveer, o personagem assumiu diversas personalidades no filme, incluindo um lado alegre e divertido e um lado sinistro. Comercialmente, Ladies vs Ricky Bahl arrecadou uma bilheteria de US$ 5,2 milhões no mercado interno.
Ranveer iniciou 2013 com o filme Lootera, um romance de época, escrito e dirigido por Vikramaditya Motwane, e co-estrelado por Sonakshi Sinha. Uma adaptação do conto de O. Henry, A Última Folha, Lootera foi aclamado pela crítica. No entanto, o longa não teve um bom desempenho nas bilheterias. Após, estrelou ao lado de Deepika Padukone na adaptação de William Shakespeare do trágico romance Romeu e Julieta feita por Sanjay Leela Bhansali, intitulado Ram-Leela, em que ele interpretou Ram, um menino Gujarati baseado no personagem de Romeu.  Bhansali ficou impressionado com a atuação de Ranveer no longa Band Baaja Baaraat e decidiu escalá-lo para o filme. Goliyon Ki Raasleela Ram-Leela gerou críticas positivas dos críticos, assim como o desempenho de Ranveer. O filme emergiu como o maior sucesso comercial de Ranveer, com uma receita mundial de US$ 28 milhões.  Por sua interpretação, ele recebeu vários reconhecimentos, incluindo uma indicação de Melhor Ator no Filmfare.
Em 2014, Ranveer estrelou como um criminoso Bengali em Gunday, ao lado de Arjun Kapoor, Priyanka Chopra e Irrfan Khan. Ele recebeu críticas positivas, entre elas, o entrosamento de Ranveer com Arjun que foi considerado pelo crítico Rohit Khilnani como o trunfo principal do filme. Gunday conseguiu ser a maior abertura de bilheteria de Ranveer, e finalmente obteve sucesso de bilheteria, com uma receita US$ 14 milhões em todo o mundo. Depois de uma aparição em Finding Fanny, Ranveer estrelou como um gangster no drama policial malsucedido intitulado Kill Dil, contracenando com Parineeti Chopra e Ali Zafar e recebeu críticas negativas.
Em 2015, na comédia dramática de Zoya Akhtar chamada Dil Dhadakne Do, Ranveer atuou ao lado de Anil Kapoor, Shefali Shah, Anushka Sharma  e Priyanka Chopra. Comercialmente, o filme teve um desempenho baixo. Em seguida, ele se reuniu com Sanjay Leela Bhansali no romance de época Bajirao Mastani, ao lado de Deepika Padukone e Priyanka Chopra. Ele retratou Bajirao I, para o qual raspou a cabeça e para se preparar, ele se trancou em um quarto de hotel por 21 dias. O filme arrecadou US$ 49 milhões para se tornar um dos filmes indianos de maior bilheteria e Ranveer ganhar o Filmfare Awards de Melhor Ator.
Em 2016, Ranveer estrelou a comédia romântica de Aditya Chopra, Befikre, ao lado de Vaani Kapoor. Ranveer realizou uma cena de nudez, um feito raro em um filme indiano. O longa teve um desempenho baixo nas bilheterias.

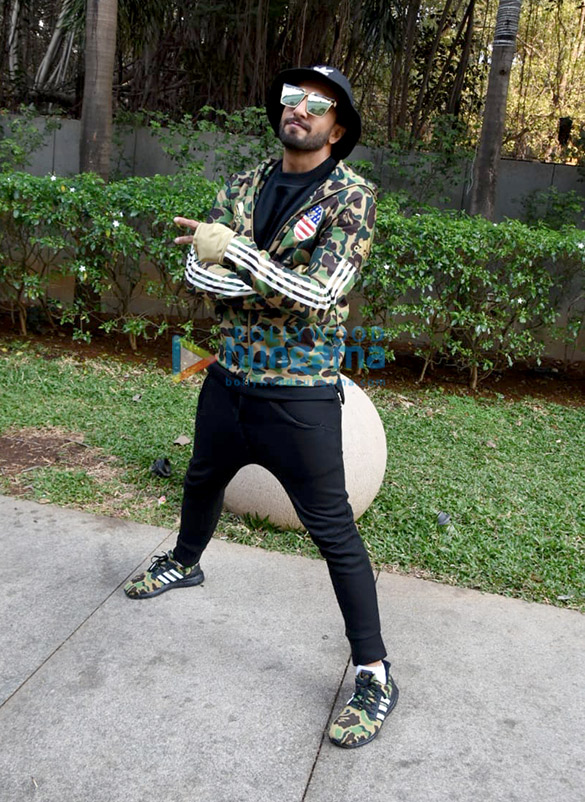
Ranveer promovendo o longa Gully Boy

Depois de um ano de ausência das telas, Singh retornou em 2018 interpretando Alauddin Khilji, um cruel rei muçulmano, no drama de época de Sanjay Leela Bhansali chamado Padmaavat, coestrelado por Deepika Padukone e Shahid Kapoor, que marcou sua terceira colaboração com Bhansali e Padukone. Grupos hindus de direita especularam que o filme distorceu os fatos históricos e fez ameaças violentas contra o elenco e a equipe. O lançamento do filme foi adiado e permitido para exibição após várias modificações serem feitas nele. Padmaavat teve um orçamento de produção s de US$ 28 milhões o que o fez ser o filme Hindi mais caro já feito até então. Com uma receita bruta mundial de mais de US$ 80 milhões, foi classificado como o lançamento de maior bilheteria de Ranveer e está entre as maiores bilheterias do cinema indiano. Ele ganhou o Filmfare Critics Awards de Melhor Ator (compartilhado com Ayushmann Khurrana por Andhadhun ) e recebeu uma indicação de Melhor Ator na premiação. Ainda em 2018, Ranveer interpretou um policial corrupto na comédia de ação Simmba de Rohit Shetty, baseada no filme em idioma telugu Temper, co-estrelado por Sara Ali Khan e Sonu Sood, que marcou sua primeira colaboração com o cineasta Karan Johar, que co-produziu o filme com Shetty. Com um lucro mundial de US$ 56 milhões, Simmba emergiu como o segundo filme indiano mais bem sucedido dele em 2018.
Ranveer em 2019 voltou a trabalhar com Zoya Akhtar em Gully Boy, um musical inspirado na vida dos rappers indianos Divine e Naezy. Ranveer encontrou pontos em comum com seu personagem, um homem pobre que sonha em se tornar um rapper, e na preparação, além de participar de workshops de atuação, ele passou um tempo com Divine e Naezy. Ele cantou suas próprias músicas de rap e ficou satisfeito porque o filme chamou a atenção para o submundo do cenário musical da Índia. O filme estreou no 69º Festival Internacional de Cinema de Berlim. Gully Boy ganhou um recorde de 13 Filmfare Awards, e Singh recebeu outro prêmio de Melhor Ator.

## Filmografia
| † | Sinaliza filmes que ainda não foram lançados |

| Ano  | Título                         | Personagem                                  | Observação                                            |
| ---- | ------------------------------ | ------------------------------------------- | ----------------------------------------------------- |
| 2010 | Band Baaja Baaraat             | Bittoo Sharma                               | Filme de Língua Kannada                               |
| 2011 | Ladies vs Ricky Bahl           | Ricky Bahl                                  |                                                       |
| 2013 | Bombay Talkies                 | Ele mesmo                                   | Participação Especial na Música "Apna Bombay Talkies" |
| 2013 | Lootera                        | Varun Shrivastav/ Atmanand "Nandu" Tripathi |                                                       |
| 2013 | Goliyon Ki Raasleela Ram-Leela | Ram Rajari                                  |                                                       |
| 2014 | Gunday                         | Bikram Bose                                 |                                                       |
| 2014 | Finding Fanny                  | Gabo                                        | Rápida Participação                                   |
| 2014 | Kill Dil                       | Dev                                         |                                                       |
| 2015 | Hey Bro                        | Ele mesmo                                   | Participação Especial na Música "Birju"               |
| 2015 | Dil Dhadakne Do                | Kabir Mehra                                 |                                                       |
| 2015 | Bajirao Mastani                | Peshwa Bajirao I                            |                                                       |
| 2016 | Befikre                        | Dharam Gulati                               |                                                       |
| 2018 | Padmaavat                      | Alauddin Khalji                             |                                                       |
| 2018 | Teefa in Trouble               | Ele mesmo                                   | Participação Especial em Filme Paquistanês            |
| 2018 | Simmba                         | Sangram "Simmba" Bhalerao                   |                                                       |
| 2019 | Gully Boy                      | Murad Ahmed                                 |                                                       |
| 2020 | Ghoomketu                      | Ele mesmo                                   | Participação Especial                                 |
| 2021 | 83 †                           | Kapil Dev                                   | Concluído                                             |
| 2021 | Sooryavanshi †                 | Sangram "Simmba" Bhalerao                   | Concluído                                             |
| 2021 | Jayeshbhai Jordaar †           | Jayeshbhai                                  | Pós-produção                                          |
| 2021 | Cirkus †                       | Aguardando Divulgação                       | Filmando                                              |

## Ligações Externas
- Ranveer Singh. no IMDb.
- Ranveer Singh no Instagram
- Ranveer Singh no Facebook